# Synodontis obesus

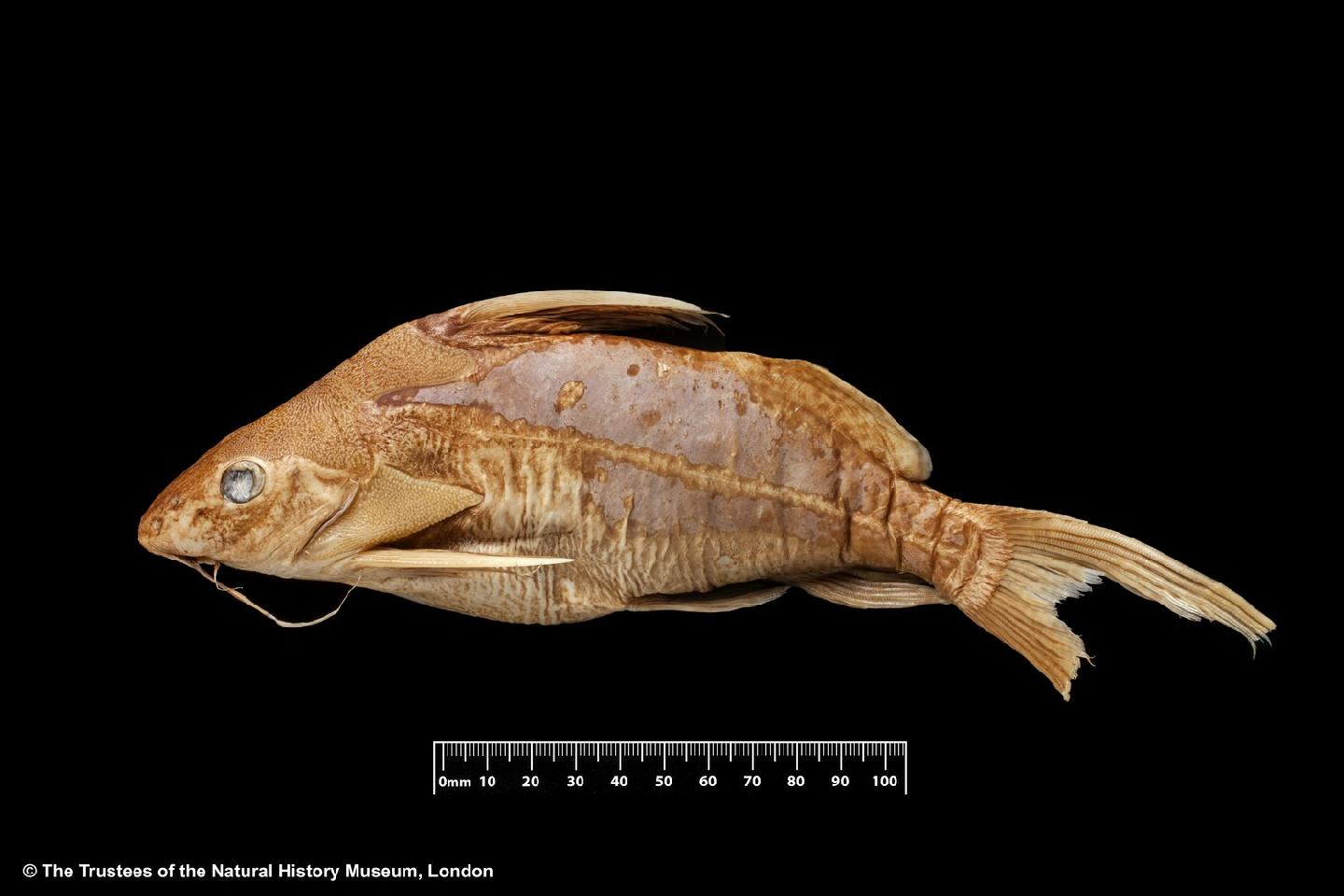

Synodontis obesus hay Coas synodontis, là tên của một loài cá da trơn bơi lộn ngược và là loài đặc hữu của Nigeria, Cameroon, Togo và Ghana. Tại đó, chúng sinh sống ở những con đập ven biển. Vào năm 1898, nhà động vật học người Bỉ gốc Anh George Albert Boulenger đã mô tả loài cá này. Tên loài obesus là từ một từ Latin, nghĩa là "mập ú".

## Mô tả
Tương tự như nhiều loài trong chi Synodontis, S. geledensis xương đỉnh đầu của chúng kéo dài ra phía sau đến tia vây đầu tiên của vây lưng thì dừng lại. Hai bên đầu chúng mọc ra hai cái xương hẹp, cứng, nhám, chiều dài thì hơn chiều rộng, đỉnh thì nhọn. Nhờ bộ phận này mà các nhà nghiên cứu có thể nhận dạng được loài cá này.
Chúng có 3 cặp râu. Một cặp ở hàm trên thì dài, không phân nhánh, có thể có màng ở nối với cơ thể ở gốc, khi mở rộng thì có chiều dài khoảng từ 1+1⁄6 đến 1+1⁄3 chiều dài của đầu. Còn hai cặp ở dưới thì có độ dài không bằng nhau. Cặp ngoài cùng thì thì dài hơn cặp trong cùng gấp hai lần và cả hai đều phân nhánh.
Tia vây đầu tiên của vây lưng và vây ngực thì cứng và có đỉnh nhọn. Ở phần lưng thì hơi cong, dài bằng 2⁄3 chiều dài của đầu hoặc ngắn hơn một chút, phía trước thì mềm hoặc có răng cưa rất ít và phía sau thì nhiều răng cưa hơn. Còn ở phần ngực thì dài như vây lưng và có răng cưa ở 2 bên. Vây hậu môn thì có 4 tia vây không nhánh và 8 tia vây phân nhánh. Vây đuôi thì chia ra làm 2 rất rõ ràng, thùy đuôi phía trên thì dài hơn và bị kéo dài ra.
Ở hàm trên thì răng của chúng có hình cái đục, còn ở hàm dưới thì có hình chữ S (hay hình cái móc). Số lượng răng ở hàm dưới thường được dùng để phân biệt các loài, ở Synodontis caudovittatus thì hàm dưới có 18 đến 28 cái răng.
Cơ thể của loài cá này có màu nâu, đốm thì có màu nâu đậm hơn màu cơ thể, điều này dễ nhìn thấy ở những cá thể gần trưởng thành. Ngoài ra, những cá thể gần trưởng thành có có vây màu hơi trắng và có đốm đen ở trên đó
Chiều dài của chúng khi trưởng thành có thể lên đến 25.8 cm (10.2 in). Nhìn chung thì cá thể giống cái thì to hơn giống đực dù cùng lứa tuổi với nhau.

## Môi trường sống và tập tính
Trong tự nhiên, loài cá này được tìm thấy những con đập ven biển của vịnh Guinea từ Ghana đến Gabon. Chúng còn có thể tạo ra một dòng điện yếu để tự vệ và định vị vị trí. Bên cạnh đó, nó còn có thể thở trong không khí, điều này khiến nó có thể sinh sống thoải mái trong những vùng nước có độ oxy hòa tan thấp. Về thương mại, chúng là một loài cá cảnh.
Hành vi sinh sản của các loài trong chi Synodontis hầu như vẫn chưa rõ, ngoại trừ việc đếm được số lượng trứng từ việc đánh bắt được các cá thể cái. Mùa sinh sản thì có lẽ diễn ra vào mùa lũ từ tháng 7 đến tháng 10, rồi chúng bắt cặp và bơi cùng nhau đến hết mùa sinh sản. Tốc độ phát triển của chúng tăng nhanh vào năm đầu tiên rồi giảm dần theo từng năm.